# Cobra Mission
Cobra Mission è un film del 1986, diretto da Fabrizio De Angelis che firma l'opera con il suo pseudonimo internazionale Larry Ludman. La pellicola anche se di basso costo è a tutti gli effetti un Vietnam-movie tipico degli anni 80.

## Trama
Stati Uniti, la guerra del Vietnam è ormai finita da una decina d'anni. Dopo aver saputo che esistono ancora dei soldati americani prigionieri dei vietcong, James, Mark, Roger e Richard (un gruppo di ex commilitoni che avevano combattuto quella guerra insieme) decidono di partire per andare a liberarli. Giunti a Saigon incontrano un vecchio religioso che gli fornisce consigli ed assistenza e li aiuta a scovare un campo con all'interno dei soldati americani imprigionati. Il gruppo di amici riuscirà a liberare un cospicuo numero di soldati sopravvissuti ma ovviamente non tutti e per portare a termine la missione dovrà affrontare prima l'inferno che li attende nella giungla vietnamita e poi la delusione nello scoprire che le alte cariche della loro nazione (anche se a conoscenza dei militari ancora prigionieri e del terribile calvario vissuto dai loro familari) per precise intese politiche non hanno nessun interesse a realizzare questo tipo di operazioni.

## Produzione

### Cast
Donald Pleasence, anche se impiegato con il contagocce, è sicuramente l'elemento di maggior prestigio del cast. Oltre a Christopher Connelly e John Steiner, già noti al grande pubblico per aver recitato in precedenza in alcuni b-movie italiani, è da segnalare la presenza di un giovane e praticamente sconosciuto Ethan Wayne (figlio del leggendario John) che negli anni a venire sarebbe poi diventato molto famoso per via della sua partecipazione alla soap opera Beautiful.

### Riprese
Le riprese esterne sono avvenute nelle Filippine e in Arizona (nei pressi di Scottsdale) mentre per quanto riguarda quelle interne in Italia negli studi IN.CI.R. De Paolis.

## Colonna sonora

### Album
La colonna sonora originale del film è firmata da Francesco de Masi ed è stata distribuita su un LP del 1986 della Beat Records Company (LPF 067) con il titolo "Cobra Mission"

#### Tracce
1. Cobra e giungla - 2:20
2. Cobra e gli amici - 2:39
3. Nell'inferno - 2:47
4. Viaggio nella foresta - 3:08
5. Notte nella giungla - 2:03
6. Il sentiero dell'agguato - 2:08
7. Bangkok, un giorno - 3:25
8. Il sacrificio del cobra - 3:03
9. Fuga del cobra - 2:16
10. Verso il villaggio - 2:55
11. Assalto e suspense - 2:15
12. Fuga del prigioniero - 1:26
13. La barca - 3:53

## Promozione
Durante il periodo di prima visione nella locandina pubblicitaria di Cobra Mission (inserita nelle pagine dei quotidiani accanto alla programmazione cinematografica del giorno) veniva indicato che nel gennaio del 1986 a New York 7000 reduci del Vietnam ne impedivano la proiezione e che nel mese successivo la Federal Commission di Washington esige il taglio delle scene finali del film.

## Distribuzione

### Data di uscita
Le date di uscita internazionali nel corso del 1986 sono state:
- 23 luglio 1986 in Italia
- 31 luglio 1986 in Germania Ovest (Die Rückkehr der Wildgänse)
- 21 gennaio 1987 in Portogallo (Missão Cobra)
- 21 dicembre 1988 in Francia (Commando Cobra)

## Accoglienza

### Critica
Come spesso accade si possono trovare pareri discordanti sulla pellicola. 
- In un articolo dedicato alla recensione del film apparso sul quotidiano La Stampa ai tempi della sua proiezione nelle sale si legge che a causa dei suoi intenti politici la pellicola ha una conclusione che non convince ma nel complesso è ben recitata e ricca di scene d'effetto.[4]
- Nel dizionario del cinema italiano viene riportata un'altra recensione (sempre dell'epoca) dove si afferma che il film è girato male e con zero lire ma che il drammatico finale di denuncia ha una sua dignità.[5]

## Sequel
- Cobra Mission 2, regia di Mark Davis (Camillo Teti) (1988)